# Klaus-Peter Brandes
Klaus-Peter Brandes (* 13. März 1950 in Peine) ist ein deutscher Diplomat im Ruhestand und war zuletzt bis 2015 Botschafter in Malta.

## Biografie
Nach dem Abitur begann er 1968 zunächst eine Berufsausbildung bei der Degussa AG in Frankfurt am Main. Dann studierte er zwischen 1970 und 1975 Wirtschaftswissenschaften und Soziologie an der Ruhr-Universität Bochum sowie der Johann Wolfgang Goethe-Universität Frankfurt am Main und schloss dieses Studium als Diplom-Volkswirt ab. Anschließend war er zunächst als Wissenschaftlicher Mitarbeiter an der Johann Wolfgang Goethe-Universität Frankfurt am Main und dann von 1977 bis 1978 beim Amt für Wirtschaftsförderung der Stadt Frankfurt am Main tätig. 1979 wurde er zunächst Mitarbeiter der Gesellschaft für Außenhandelsinformation in Köln und anschließend von 1980 bis 1983 Korrespondent dieses Gesellschaft in Kairo.
Er trat 1983 in den Auswärtigen Dienst und fand nach Beendigung der Attachéausbildung 1985 zuerst Verwendung an der Botschaft in Dakar und anschließend von 1988 bis 1991 an der Deutschen Botschaft Washington, D.C. Nach einer Tätigkeit als Mitarbeiter im Pressereferat des Auswärtigen Amtes war er zwischen 1993 und 1996 Ständiger Vertreter des Botschafters in Simbabwe. 1996 kehrte er erneut in die Zentrale des Außenministeriums zurück und war erst Stellvertretender Leiter des Referats für Öffentlichkeitsarbeit und anschließend zwischen 1997 und 1999 Persönlicher Referent der Staatsminister Helmut Schäfer und Ludger Volmer. 1999 erfolgte seine Ernennung zum Botschafter in Brunei. Auf diesem Posten wurde er 2001 von Adalbert Rittmüller abgelöst, während er selbst Botschafter in Kamerun wurde und dort 2004 von Volker Seitz abgelöst wurde. Im Anschluss in die Zentrale des Auswärtigen Amtes zurückgekehrt, wurde er Referatsleiter für Organisation und Globalplanung. Im Juli 2007 folgte er Jürgen Alfred Joachim Steltzer als Botschafter n den Vereinigten Arabischen Emiraten. Von August 2011 bis 2013 bekleidete er als Nachfolger von Dr. Guido Herz das gleiche Amt in Tansania. Von Juli 2013 bis 2015 war Klaus-Peter Brandes auf letztem aktiven Posten Botschafter der Bundesrepublik Deutschland auf Malta. 
Er ist seither auf freiwilliger Basis im Arbeitsstab Außenwirtschaftsberatung des Auswärtigen Amts sowie für den Afrika-Verein der deutschen Wirtschaft tätig. Zudem fungiert er als Programmdirektor für die Bereiche Asien und Pazifik, International Diplomats Programme, Kambodscha und Laos und Myanmar der Internationalen Diplomatenausbildung des Auswärtigen Amts.